# Alkaline Trio/Hot Water Music
Alkaline Trio/Hot Water Music è uno split EP dei gruppi musicali statunitensi Alkaline Trio e Hot Water Music, pubblicato nel 2002.

## Tracce
Alkaline Trio
1. Queen of Pain – 3:57 (Matt Skiba, Dan Andriano, Derek Grant)
2. While You're Waiting – 4:07 (Skiba, Andriano, Grant)
3. Rooftops (cover Hot Water Music) – 2:15 (Chuck Ragan, Chris Wollard, Jason Black, George Rebelo)

Hot Water Music
1. 'God Deciding' – 2:37 (Ragan, Wollard, Black, Rebelo)
2. Russian Roulette – 3:25 (Ragan, Wollard, Black, Rebelo)
3. Radio (cover Alkaline Trio) – 2:15 (Skiba, Andriano, Glenn Porter)
4. Bleeder (cover Alkaline Trio) – 3:13 (Skiba, Andriano, Porter)

## Formazione
Alkaline Trio
- Matt Skiba – chitarra, voce
- Dan Andriano – basso, cori
- Derek Grant – batteria

Hot Water Music
- Chuck Ragan – chitarra, voce
- Chris Wollard – chitarra, voce
- Jason Black – basso
- George Rebelo – batteria